# Wadim Wiktorowitsch Swjaginzew
Wadim Wiktorowitsch Swjaginzew (russisch Вадим Викторович Звягинцев, wissenschaftliche Transliteration Vadim Zvjagincev; englische Schreibweise, die von der FIDE verwendet wird: Vadim Zvjaginsev; * 18. August 1976 in Moskau) ist ein russischer Schachmeister der erweiterten Weltspitze.

## Leben
Swjaginzew kam als 13-Jähriger in die Mark Dworezki-Schachschule, wo er bald sein enormes Talent entwickeln konnte. 1992 wurde er Europameister der Jugendlichen bis 16 Jahre in Rimavská Sobota, im selben Jahr teilte er mit Pjotr Swidler den ersten Platz bei der russischen Meisterschaft U18. Ein Jahr darauf gewann er Turniere in Stockerau und Loosdorf, außerdem teilte er 1994 in Reykjavík, Altensteig (mit Jonathan Speelman) und Sankt Petersburg 1994 jeweils den ersten Platz. Im selben Jahr wurde er in Pamplona Zweiter nach Alexander Morosewitsch. 1995 überstieg seine Elo-Zahl infolge seiner Erfolge die 2600-Grenzmarke. In den folgenden Jahren gewann er in Barbera 1996 und Kalkutta 1997 (zusammen mit Jaan Ehlvest), außerdem gewann er im selben Jahr in Portorož. 1997 wurde er in Tilburg Vierter (vor u. a. Wladimir Kramnik, Michael Adams, Pjotr Swidler und Wesselin Topalow). 1999 gewann er in Essen und wurde Zweiter in Portorož. Seinen bis dato größten Erfolge erzielte er ebenfalls in Essen im Jahr 2002, als er mit 7,5 aus 9 das Turnier vor u. a. Péter Lékó, Rustam Kasimjanov und Viktor Kortschnoi gewann. 2005 wurde er Vierter bei der Russischen Meisterschaft, indem er u. a. Pjotr Swidler und Wladimir Kramnik überflügelte. 2006 teilte er Platz zwei in Poikowski nach Alexei Schirow.
Von Juli bis Dezember 2002 befand er sich unter den Top 25 der Welt.

## Nationalmannschaft
Swjaginzew nahm mit Russland an den Schacholympiaden 1994 (mit der zweiten Mannschaft), 1998 und 2004 teil. Mit der Mannschaft gewann er 1998, erreichte 2004 den zweiten und 1994 den dritten Platz. Außerdem gewann er 1997 die Mannschaftsweltmeisterschaft und erreichte bei der Mannschaftseuropameisterschaft 1997 sowohl mit der Mannschaft als auch in der Einzelwertung am dritten Brett den zweiten Platz.

## Vereine
In der russischen Mannschaftsmeisterschaft spielte Swjaginzew 1995 und 1996 für Ladja Azow, mit denen er 1996 Meister wurde und den European Club Cup 1997 gewann, 1999 für ShK Tomsk, 2003 und 2004 für Norilski Nikel Norilsk, mit denen er dreimal am European Club Cup teilnahm und den Wettbewerb 2001 gewann, 2005 und 2006 für die Schachföderation Moskau, 2007 für Ural Swerdlowsk und von 2008 bis 2013 für Sankt Petersburg, mit denen er 2013 Meister wurde, siebenmal am European Club Cup teilnahm und diesen 2011 gewann. In der chinesischen Mannschaftsmeisterschaft spielte Swjaginzew 2007 und 2008 für die Beijing Patriots, 2012 für die Chengdu Bank, 2016 für Chongqing lottery, 2017 für Qingdao Zhongheng Group und 2019 für Zhejiang, in Jugoslawien für den ŠK Radonja Bojović Nikšić, mit dem er am European Club Cup 1999 teilnahm.

## Theoriebeitrag
Swjaginzew gewann Partien gegen die FIDE-Weltmeister Alexander Chalifman (2005) und Ruslan Ponomarjow (2006) mit einer bis dahin in der Großmeisterpraxis nicht eingesetzten Zugfolge in der Sizilianischen Verteidigung: 1. e2–e4 c7–c5 2. Sb1–a3. Diese Variante ist seitdem im Spitzenschach anzutreffen und hat beste Aussichten, Swjaginzew-Variante getauft zu werden.

## Partiebeispiel
In Wijk aan Zee 1995 spielte Swjaginzew mit den schwarzen Steinen gegen Roberto Cifuentes Parada eine Partie, die als beste von Band 62 des Schachinformator ausgezeichnet wurde. Darin opfert er zunächst einen Springer, dann die Qualität und schließlich noch die Dame, um seinen Gegner mattzusetzen. Die Zugbewertungen in der Partienotation stammen von Artur Jussupow.
Roberto Cifuentes Parada - Wadim Swjaginzew
1. d4 e6 2. Sf3 d5 3. c4 Sf6 4. Sc3 c6 5. e3 Sbd7 6. Dc2 b6 7. Le2 Lb7 8. 0–0 Le7 9. Td1 0–0 10. e4 dxe4 11. Sxe4 Dc7 12. Sc3?! c5 13. d5?! exd5 14. cxd5 a6 15. Sh4 g6 16. Lh6 Tfe8 17. Dd2?! Ld6 18. g3 b5 19. Lf3 b4 20. Se2 Se4 21. Dc2 Sdf6 22. Sg2! Dd7 23. Se3 Tad8 24. Lg2? Sxf2! 25. Kxf2 Txe3! 26. Lxe3?! Sg4+ 27. Kf3 Sxh2+ 28. Kf2 Sg4+ 29. Kf3 De6! 30. Lf4 Te8! 31. Dc4 De3+!! 32. Lxe3 Txe3+ 33. Kxg4 Lc8+ 34. Kg5 h6+! 35. Kxh6 Te5 0-1 Weiß gab auf.